# Bertram Ramsay

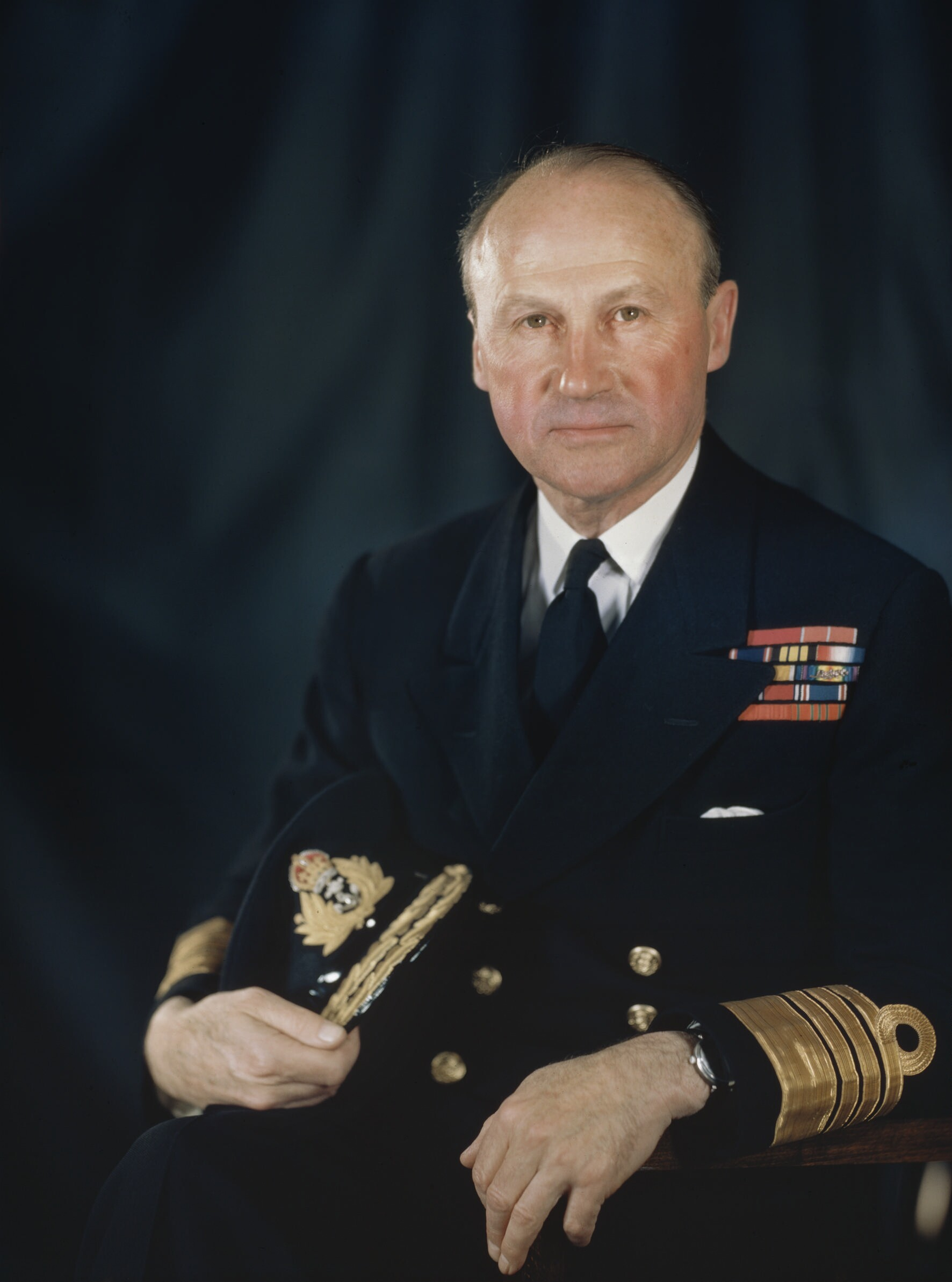
Admiral Ramsay

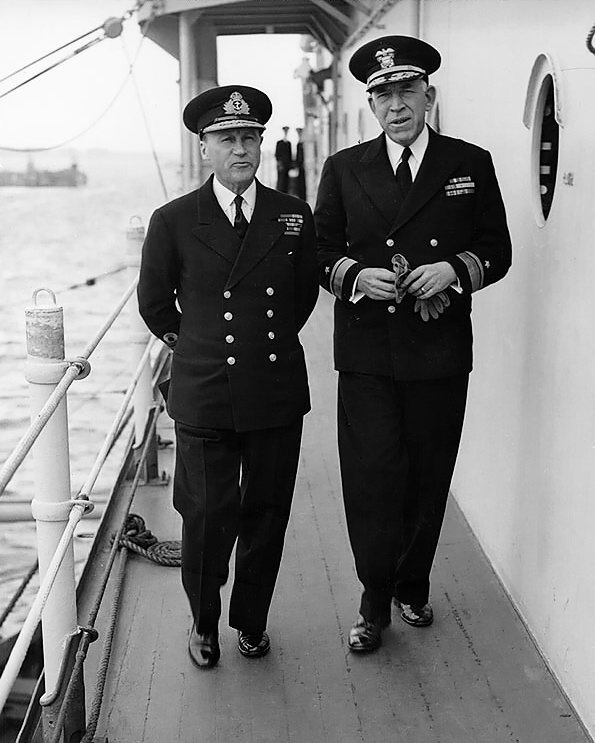
Admiral Ramsay (li.) und US-Admiral John L. Hall am 25. Mai 1944 auf der USS Ancon

Sir Bertram Home Ramsay KCB KBE MVO (* 20. Januar 1883 in London; † 2. Januar 1945 bei Toussus-le-Noble) war ein britischer Admiral.
Ramsay, dessen Vater Offizier bei der britischen Indien-Armee war, ging 1898 als Seekadett zur Royal Navy. Nach seiner Ausbildungszeit am Royal Naval College ging er im September 1899 als Midshipman auf die HMS Crescent, das Flaggschiff der Nordamerika- und Westindien-Station. Nach einem Einsatz in Somalia 1903 bis 1904 wurde er zum Lieutenant befördert.
Während des Ersten Weltkriegs führte Ramsay Einheiten der Dover Patrouille. Etwas später war er der Marineadjutant bei König Georg V. und wurde zum Konteradmiral befördert. 1938 nahm Ramsay seinen Abschied vom aktiven Dienst.
Beim Ausbruch des Zweiten Weltkriegs reaktivierte die Royal Navy Ramsay und übergab ihm das Kommando über den Hafen von Dover (Vice Admiral Dover). Nach der Evakuierung von Dünkirchen in der Operation Dynamo, bei der er beteiligt war, wurde er zum Ritter geschlagen und zum temporären Admiral ernannt.
Ramsay war weiterhin verantwortlich für die Organisation der alliierten Landungen in Algier am 8. November 1942 (Operation Torch) und die britische Angriffsflotte bei der Invasion von Sizilien (Operation Husky), bei der er 795 Schiffe und 713 Landungsboote kommandierte.
Im Dezember 1943 bestimmten die Alliierten Ramsay zum Marinekommandeur für die Operation Overlord (Commander in Chief Allied Naval Expeditionary Force). Bei der größten Landeoperation aller Zeiten kontrollierte er 2.730 Schiffe (→ Seekrieg während der Operation Overlord). Nach der erfolgreichen Invasion bekam Ramsay das Kommando über die nordfranzösischen Häfen. Seine letzte Aktion während des Krieges war der Angriff auf die Halbinsel Walcheren, der es den Alliierten ermöglichte, den wichtigen Hafen von Antwerpen einzunehmen.
Bertram Ramsay kam am 2. Januar 1945 bei Toussus-le-Noble ums Leben, als sein Flugzeug beim Start abstürzte. Im November 2002 errichteten die Briten vor Dover Castle eine Statue von Ramsay nahe der Stätte, wo die Planungen zur Evakuierung von Dünkirchen durchgeführt worden waren.